# Олла (Луїзіана)
Олла (англ. Olla) — місто (англ. town) в США, в окрузі Ла-Салл штату Луїзіана. Населення — 1295 осіб (2020).

## Географія
Олла розташована за координатами 31°53′53″ пн. ш. 92°14′25″ зх. д. / 31.89806° пн. ш. 92.24028° зх. д. (31.898075, -92.240406).  За даними Бюро перепису населення США в 2010 році місто мало площу 10,19 км², уся площа — суходіл.

## Демографія
Згідно з переписом 2010 року, у місті мешкало 1385 осіб у 565 домогосподарствах у складі 379 родин. Густота населення становила 136 осіб/км².  Було 644 помешкання (63/км²). 
Расовий склад населення:
| - 96,0 % — білих - 1,8 % — чорних або афроамериканців - 0,5 % — корінних американців - 0,1 % — азіатів |

До двох чи більше рас належало 1,2 %. Іспаномовні складали 1,6 % від усіх жителів.
За віковим діапазоном населення розподілялося таким чином: 27,7 % — особи молодші 18 років, 56,1 % — особи у віці 18—64 років, 16,2 % — особи у віці 65 років та старші. Медіана віку мешканця становила 34,9 року. На 100 осіб жіночої статі у місті припадало 83,9 чоловіків;  на 100 жінок у віці від 18 років та старших — 79,6 чоловіків також старших 18 років.
Середній дохід на одне домашнє господарство  становив 56 092 долари США (медіана — 35 735), а середній дохід на одну сім'ю — 68 947 доларів (медіана — 44 514). За межею бідності перебувало 21,4 % осіб, у тому числі 37,3 % дітей у віці до 18 років та 7,1 % осіб у віці 65 років та старших.
Цивільне працевлаштоване населення становило 451 особа. Основні галузі зайнятості: освіта, охорона здоров'я та соціальна допомога — 20,6 %, сільське господарство, лісництво, риболовля — 20,2 %, роздрібна торгівля — 13,1 %, публічна адміністрація — 11,5 %.